# 빌리 마튼
빌리 마튼(Billie Marten, 1999년 5월 27일 ~ )은 잉글랜드의 싱어송라이터이다.